# آبجکتیو-سی
آبجکتیو-سی (به انگلیسی: Objective-C) یک زبان شی‌گرا است که با اضافه کردن مفاهیم ارسال پیام از زبان اسمال‌تاک به زبان سی ایجاد شده. در حال حاضر استفادهٔ اصلی آن در محیط‌های Mac OS X و iPhone OS است.
برنامه‌هایی از این زبان که از کتابخانه‌های خاص این محیط‌ها استفاده نکرده باشند در همهٔ محیط‌هایی که کامپایلر جی‌سی‌سی (GCC) استفاده می‌شود، قابل استفاده‌اند.

## تاریخچه
در سال‌های اولیهٔ ۱۹۸۰ روش غالب در مهندسی نرم‌افزار روش برنامه‌سازی ساخت‌یافته بود. این روش بر مبنای اصل تقسیم مسئله به اجزای کوچک‌تر و حل تک‌تک آن‌ها بنا شده بود. با افزایش اندازهٔ مسئله‌ها این روش به تدریج کارایی خود را از دست داد.
راه حل جدید پیشنهاد شده روش برنامه‌سازی شی‌گرا بود که زبان‌هایی مانند اسمال‌تاک بر مبنای آن ساخته شدند.
Brad Cox و Tom Love زبان آبجکتیو-سی را در سال‌های اولیهٔ ۱۹۸۰ در کارخانه‌شان تولید کردند. Cox با الهام از زبان اسمال‌تالک با تغییر در کامپایلر زبان سی توانست امکانات شی‌گرایی را به آن اضافه کند. او نام این زبان را OOPC مخفف Object Oriented Programming in C گذاشت. بعدها با کمک Love محصول جدیدی به نام Productivity Products International یا PPI را ساخت که یک کامپایلر آبجکتیو-سی با کتابخانهٔ کلاس‌های قدرت‌مند بود.
در سال ۱۹۸۸ شرکت NeXT مالکیت آبجکتیو-سی را از StepStone خرید و کامپایلر و کتابخانه‌های خاص خودش را منتشر کرد.
پروژهٔ GNU نیز ورژن خودش به نام ز را از کامپایلر این زبان منتشر کرد. بعد از خریده شدن NeXT توسط Apple این شرکت ابزارهایی برای کار با این زبان را منتشر کرد.

## دستور زبان
زبان آبجکتیو-سی یک لایهٔ بسیار نازک روی زبان سی است. هر برنامه به زبان سی را می‌توان با کامپایلر آبجکتیو-سی کامپایل کرد. اکثر دستورات از زبان سی به ارث رسیده‌اند و تعدادی دستور برای ارسال پیغام به آن‌ها اضافه شده‌است.

### پیام‌ها
زبان آبجکتیو-سی روش‌هایی برای انتقال پیام به زبان سی اضافه کرد. در این زبان از مدل اسمال‌تالک برای فرستادن پیام استفاده می‌شود. در این روش یک پیام برای یک شی فرستاده می‌شود و در صورتی که شی گیرنده متدی برای اجرای آن داشته باشد، آن را اجرا می‌کند. این روش برعکس روش سی++ است که گیرنده باید حتماً یک متد را پیاده‌سازی کرده باشد تا شی‌ای بتواند آن را صدا بزند.
فرستادن یک پیام به یک شی در این زبان به شکل زیر است:
```
[
obj
 
method
:
parameter
];

```

این دستور مانند عمل زیر در سی++ است:
```
obj
->
method
(
parameter
);

```

پیام‌های آبجکتیو-سی نیازی ندارند که اجرا شوند. اگر به شیئی پیامی بدهیم و آن شی متد مربوطه را پیاده‌سازی کرده باشد. اجرا می‌شود و در غیر این صورت اجرا نمی‌شود. حتی می‌توان به شی پوچ نیز پیام فرستاد.

### واسط‌ها و پیاده‌سازی‌ها
آبجکتیو-سی نیاز دارد که واسط و پیاده‌سازی یک کلاس در بلوک‌های کد جداگانه قرار بگیرند. به‌طور قراردادی، واسط در یک فایل سرآیند با پسوند h. و پیاده‌سازی در یک فایل کد، معمولاً با پسوند m. قرار می‌گیرد.

### واسط
واسط کلاس معمولاً در فایل سرآیند قرار می‌گیرد و معمولاً نام آن فایل سرآیند همان نام کلاس گذاشته می‌شود.
نمونه‌ای از نحوهٔ تعریف واسط
```
@interface
 
classname
 : 
superclassname
 
{

    
// instance variables

}

+
classMethod1
;

+(
return_type
)
classMethod2
;

+(
return_type
)
classMethod3:
(
param1_type
)
parameter_varName
;

-(
return_type
)
instanceMethod1:
(
param1_type
)
param1_varName
 
:
(
param2_type
)
param2_varName
;

-(
return_type
)
instanceMethod2WithParameter:
(
param1_type
)
param1_varName
 
andOtherParameter:
(
param2_type
)
param2_varName
;

@end

```

+ نشان‌دهندهٔ توابع مربوط به خود کلاس و – نشان‌دهندهٔ توابع مربوط به یک نمونه از آن کلاس است. معادل کد بالا در سی++ به شکل زیر است.
```
class
 
classname
 
:
 
superclassname
 
{

  
// instance variables

  
// Class (static) functions

  
static
 
void
*
 
classMethod1
();

  
static
 
return_type
 
classMethod2
();

  
static
 
return_type
 
classMethod3
(
param1_type
 
parameter_varName
);

  
// Instance (member) functions

  
return_type
 
instanceMethod1
(
param1_type
 
param1_varName
,
 
param2_type
 
param2_varName
);

  
return_type
 
instanceMethod2WithParameter
(
param1_type
 
param1_varName
,
 
param2_type
 
param2_varName
=
default
);

};

```

یکی از موارد قابل توجه instanceMethod2WithParameter است. در آبجکتیو-سی امکان استفاده از پارامتردهی بانام وجود دارد که در حال زیاد بودن تعداد پارامترها کد را تمیز نگاه می‌دارد؛ ولی در سی++ چنین امکانی وجود ندارد.
مقادیر بازگشتی می‌توانند انواع سی، یک اشاره‌گر به یک شی آبجکتیو-سی یا یک اشاره‌گر به انواع خاص مانند *NSArray یا *NSImage یا *NSString باشد. مقدار بازگشتی پیش‌فرض نوع عمومی آبجکتیو-سی به نام id است.

### پیاده‌سازی
واسط تنها روش دسترسی به کلاس را بیان می‌کند و نه خود متدها را. کد اصلی در قسمت پیاده‌سازی نوشته می‌شود. این فایل‌های پیاده‌سازی معمولاً با پسوند m. خاتمه می‌یابند.
```
@implementation
 
classname

+
classMethod
 
{

    
// implementation

}

-
instanceMethod
 
{

    
// implementation

}

@end

```

و هریک از این متدها به این شکل خواهند بود
```
-(
int
)
method:
(
int
)
i
 
{

    
return
 
[
self
 
square_root
:
 
i
];

}

```

دستور زبان اجازهٔ دادن مقدار با استفاده از اسم پارامترها را نیز می‌دهد.
مثلاً برای فراخوانی یک متد که این‌گونه تعریف شده‌است:
```
-(
int
)
changeColorToRed:
(
float
)
red
 
green:
(
float
)
green
 
blue:
(
float
)
blue

```

می‌توان به این شکل عمل کرد
```
[
myColor
 
changeColorToRed
:
5.0
 
green
:
2.0
 
blue
:
6.0
];

```

در پیاده‌سازی این زبان، هریک از این ارسال پیام‌ها تبدیل به یک فراخوانی تابع می‌شود.

### نمونه گرفتن از یک کلاس
بعد از نوشتن کلاس آبجکتیو-سی می‌توان از آن نمونه گرفت. برای این کار باید ابتدا برای شی حافظه بگیریم و سپس به آن مقدار اولیه بدهیم. این دو کار با دستوری مانند
```
MyObject
 
*
 
o
 
=
 
[[
MyObject
 
alloc
]
 
init
];

```

قابل انجام‌اند. alloc سبب می‌شود که به اندازهٔ متغیرهای این کلاس حافظه گرفته شود و با init می‌توان به این متغیرها مقدار اولیه داد.
متد init معمولاً به صورت زیر نوشته می‌شود:
```
-(
id
)
 
init
 
{

    
self
 
=
 
[
super
 
init
];

    
if
 
(
self
)
 
{

        
ivar1
 
=
 
value1
;

        
ivar2
 
=
 
value2
;

        
.

        
.

        
.

    
}

    
return
 
self
;

}

```

### پروتکل‌ها
پروتکل‌ها در زبان آبجکتیو-سی برای معرفی مفهوم وراثت چندگانه به وجود آمدند. در این زبان وراثت چندگانهٔ توصیفات وجود دارد ولی وراثت چندگانهٔ پیاده‌سازی‌ها وجود ندارد. این همان مفهومی است که در ++C با وراثت از یک کلاس abstract و در جاوا به عنوان مفهوم interface وجود دارد.
در این زبان دو نوع پروتکل وجود دارد ad-hoc protocol که informal protocol نیز خوانده می‌شود و formal protocol
Informal protocol لیست متدهایی است که یک کلاس می‌تواند پیاده‌سازی کند. توی مستندات می‌آید زیرا هیچ معادلی در زبان ندارد. معمولاً شامل متدهای اختیاری نیز هست.
Formal protocol مشابه interface در جاوا است. یک لیست متدها است که یک کلاس می‌تواند بیان کند که آن‌ها را پیاده‌سازی می‌کند. این پروتکل‌ها نمی‌توانند هیچ‌گونه پیاده‌سازی داشته باشند.
تعریف یک formal protocol به این شکل است
```
@protocol
 
Locking

-
 
(
void
)
lock
;

-
 
(
void
)
unlock
;

@end

```

و استفاده از آن در یک کلاس به صورت
```
@interface
 
SomeClass
 : 
SomeSuperClass
 
<
Locking
>

@end

```

است.

### تعیین نوع پویا
آبجکتیو-سی از تعیین نوع پویا پشتیبانی می‌کند. یک شی می‌تواند پیامی دریافت کند که در واسط آن مشخص نشده‌است که می‌تواند آن را دریافت کند. به این ترتیب انعطاف‌پذیری زبان افزایش می‌یابد.
در این‌جا یک شی می‌تواند یک پیام را دریافت کرده و با توجه به نوع آن، به یک شی دیگر ارسالش کند یا آن را به مدیر خطا بسپارد. همچنین می‌توان با اضافه کردن تعیین نوع استاتیک امکان چک کردن انواع ارسالی به یک شی در زمان کامپایل را به یک شی اضافه کرد.

### ارسال کردن پیام
یک شی می‌تواند کارهای زیادی با یک پیام که برایش ارسال شده‌است انجام دهد. از جمله این که می‌تواند شی دریافت شده را به یک شی دیگر ارسال کند.

## تفاوت‌های اساسی با سی++
- سی++ شامل کتابخانه‌ها و استانداردهایی برای برنامه‌سازی شی‌گرا، برنامه‌سازی عمومی است. در حالی که آبجکتیو-سی تنها یک لایه برای برنامه‌سازی شی‌گرا به زبان سی اضافه می‌کند.
- آبجکتیو-سی امکانات reflection برای برنامه‌نویس به وجود می‌آورد که در زمان اجرا آدرس بعضی توابع معلوم می‌گردد حال آن‌که در سی++ امکانات reflection وجود ندارد؛ یعنی آبجکتیو-سی از سی++ امور بیشتری را در زمان اجرا تعیین می‌کند که باعث انعطاف بیشتر زبان می‌شود ولی سرعت اجرای آن را کاهش می‌دهد.

## تحلیل زبان
آبجکتیو-سی برخلاف اکثر زبان‌های شی‌گرا که هم‌زمان با آن ساخته شدند از ماشین مجازی برای اجرای برنامه استفاده نمی‌کند.
این زبان می‌تواند روی یک کامپایلر زبان سی پیاده‌سازی شود. به این ترتیب که اول به صورت پیش‌پردازشی کدهای خاص آبجکتیو-سی تبدیل به کدهای سی متناسب می‌شوند.
این زبان برعکس سی++ از دادن چند مفهوم به یک اپراتور (operator overloading) پشتیبانی نمی‌کند.

## مثال‌هایی از آبجکتیو-سی

### hello world-1
مثال اول، صورت ساختاری
```
#import <stdio.h>

int
 
main
(
 
int
 
argc
,
 
const
 
char
 
*
argv
[]
 
)
 
{

    
printf
(
 
"hello world
\n
"
 
);

    
return
 
0
;

}

```

### hello world-2
مثال دوم، صورت شی‌گرا
```
#import "objc/Object.h"

//

// Compile with:

//

// cc hw.m -o hw -lobjc -lm

//

@interface
 
HelloWorld
 : 
Object

{

  
STR
 
msg
;
                 
// Instance Variable

}

+
 
new
;
 
// Class/Factory method

-
 
print
;
 
// Instance method

-
 
setMessage:
 
(
STR
)
 
m
;
 
// " "

@end

@implementation
 
HelloWorld

+
 
new

{

  
self
 
=
 
[
super
 
new
];

  
msg
 
=
 
""
;

  
return
 
self
;

}

-
 
print

{

  
printf
(
"%s
\n
"
,
 
msg
);

  
return
 
self
;

}

-
 
setMessage:
 
(
STR
)
 
m

{

  
msg
 
=
 
m
;

  
return
 
self
;

}

@end

int
 
main
(
int
 
argc
,
 
char
**
argv
)
 
{

  
id
 
obj
;

  
obj
 
=
 
[
HelloWorld
 
new
];

  
[[
obj
 
setMessage
:
 
"Hello World"
]
 
print
];

  
return
 
0
;

}

```